# مسجد جامع حلب
مسجد جامع حلب یک مسجد اسلام واقع در سوریه می‌باشد. ساخت و ساز این ساختمان ۷۱۵ قمری، سده ۱۳ام میلادی به پایان رسید. معمار این بنا حسن بن مفرح السرمانی است که این بنا را به سبک پیش از اسلام شمال سوریه، معماری سلجوق، معماری مملوک طراحی کرده‌است.

## نگارخانه

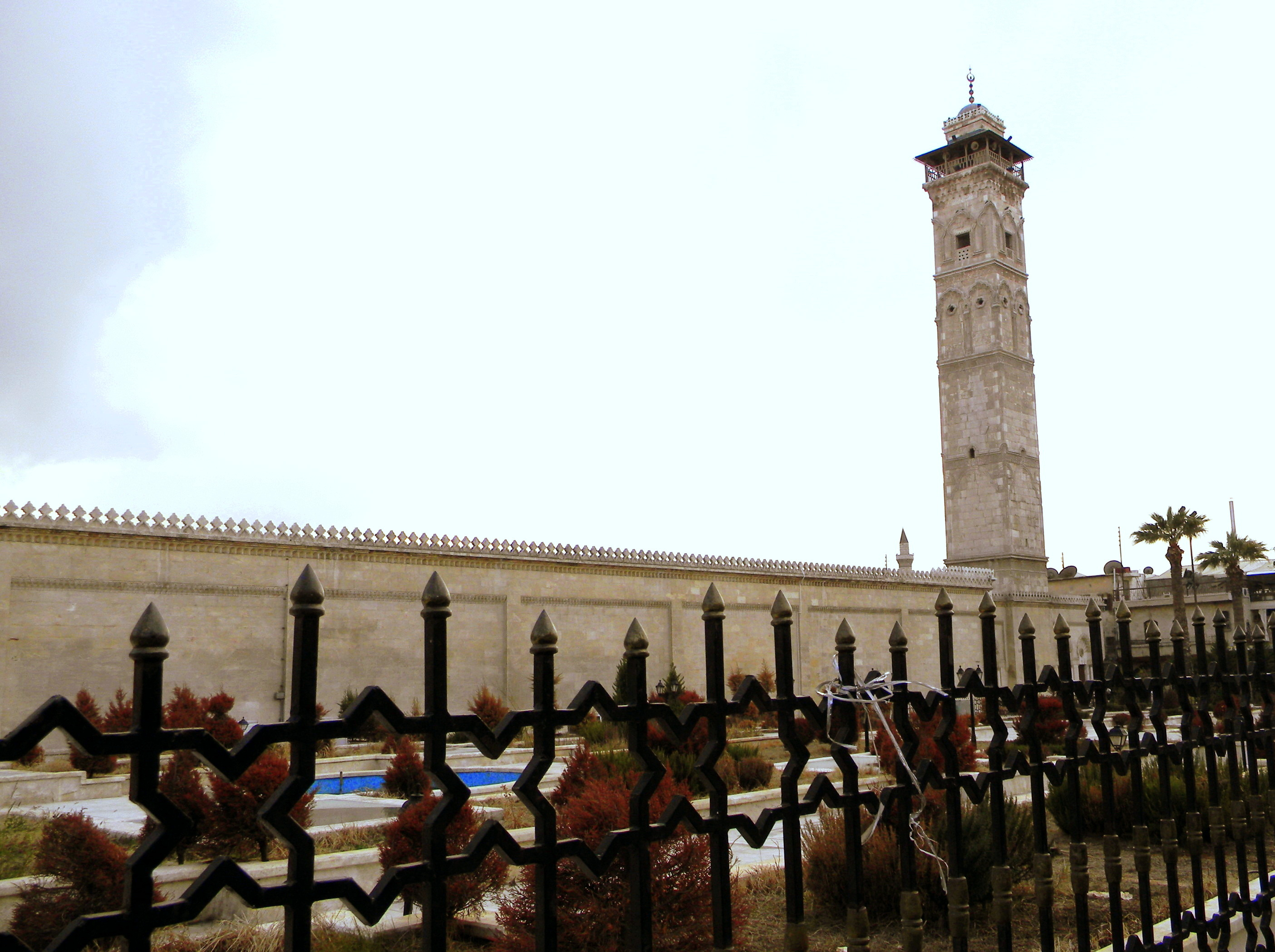
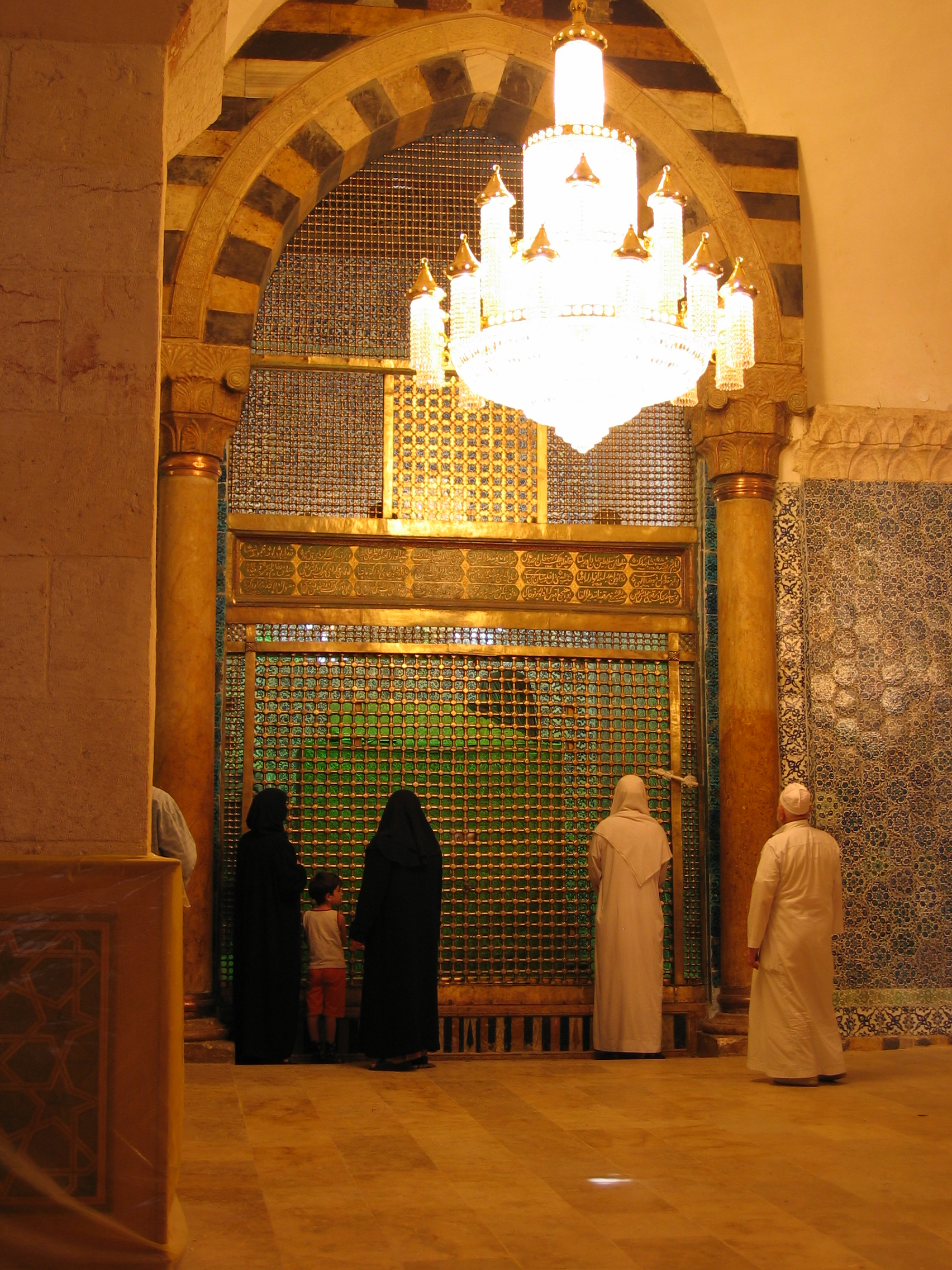
آرامگاه زکریا داخل مسجد
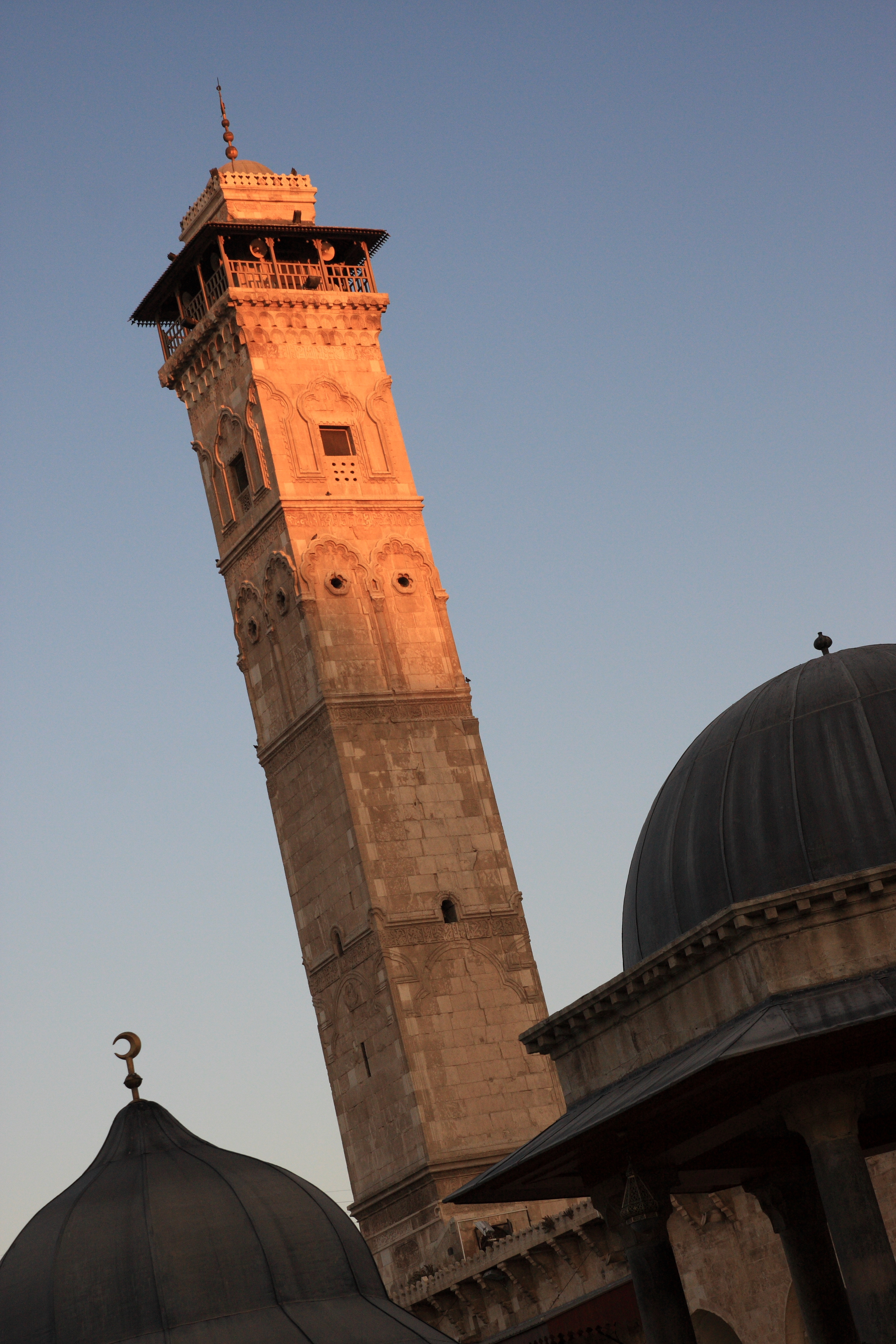
مناره پیش از تخریب در سال ۲۰۱۳
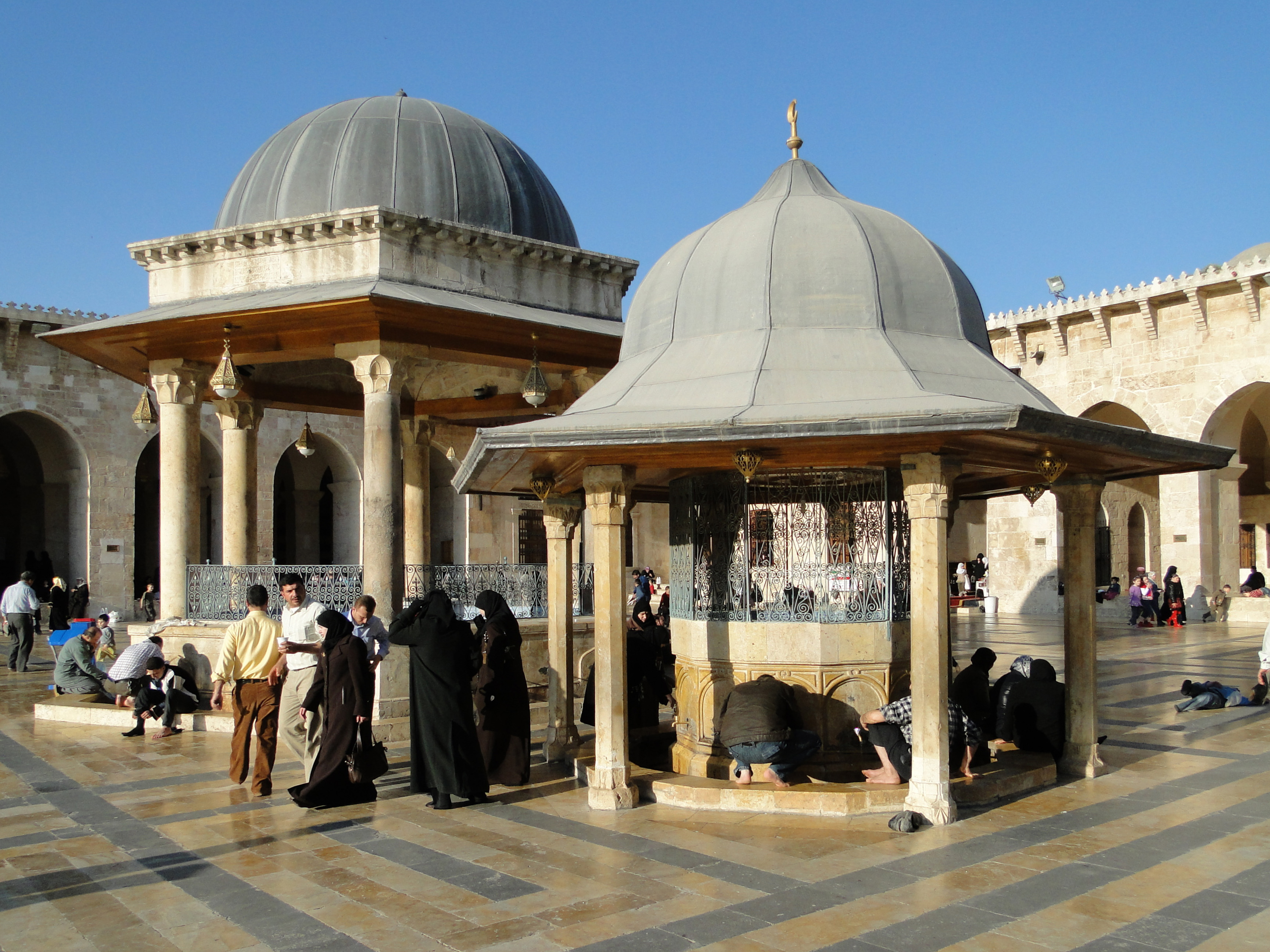
آبنما
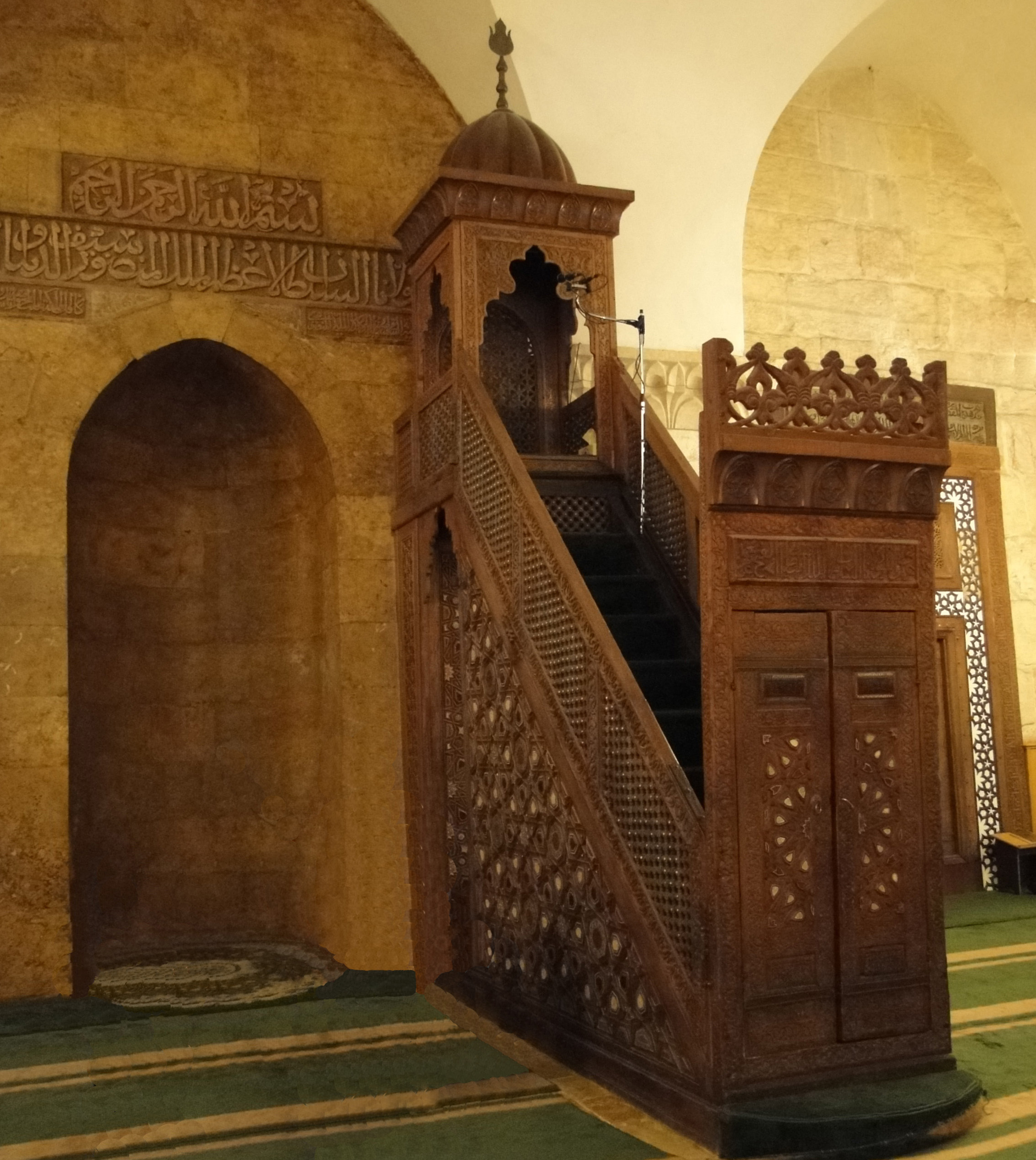
محراب و منبر مسجد
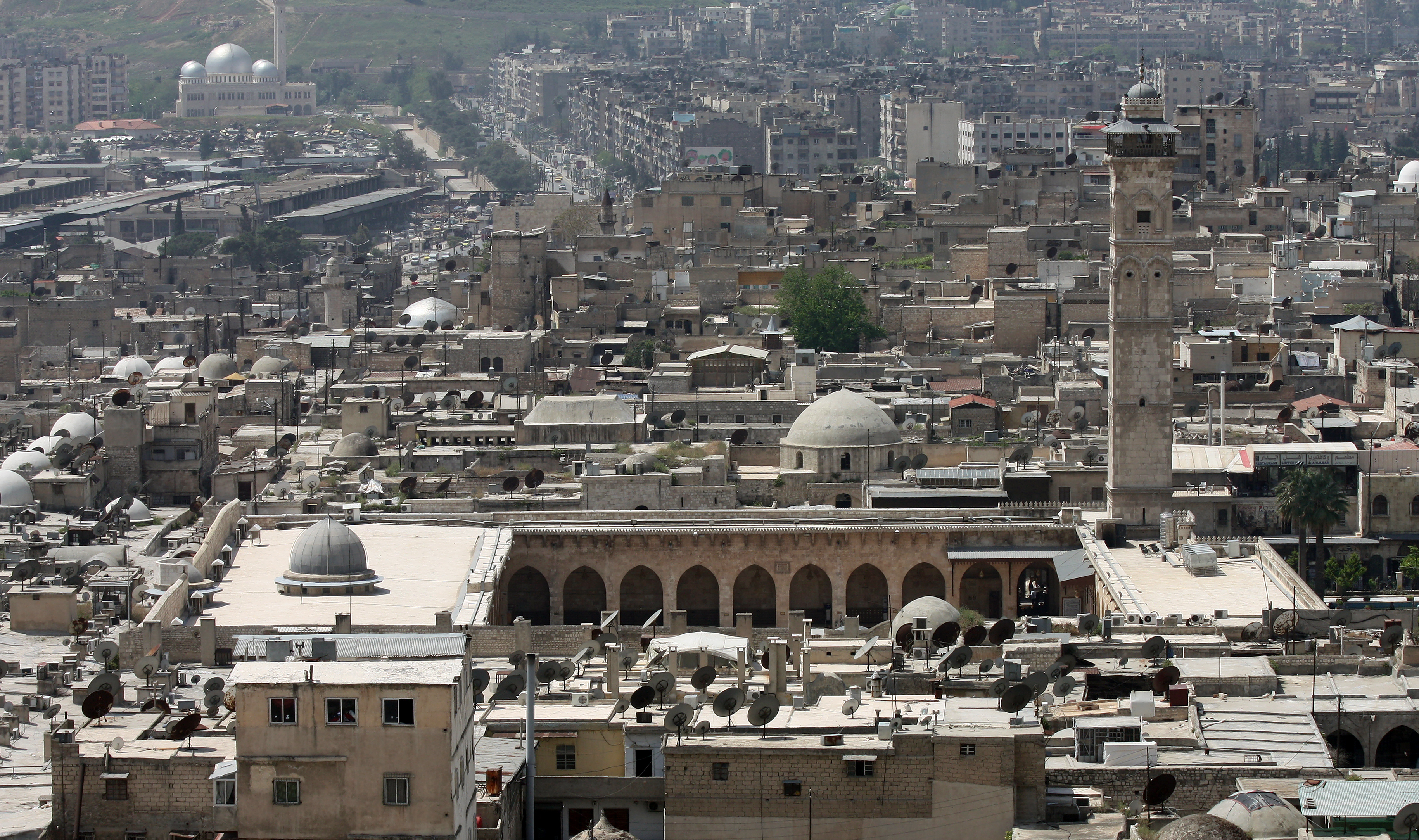
پیش از تخریب منار در آوریل ۲۰۱۳
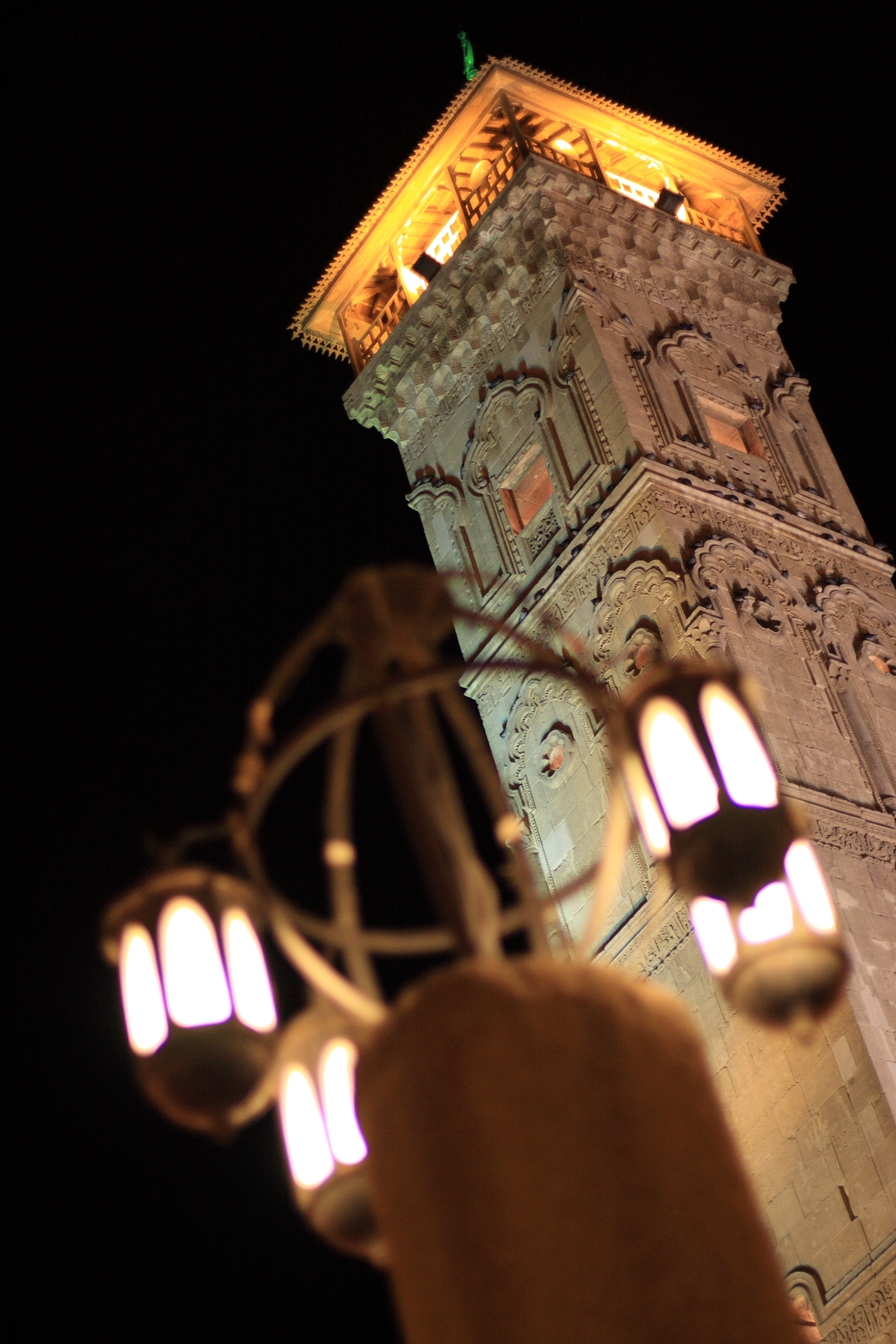
بالای منار پیش از ۲۰۱۳
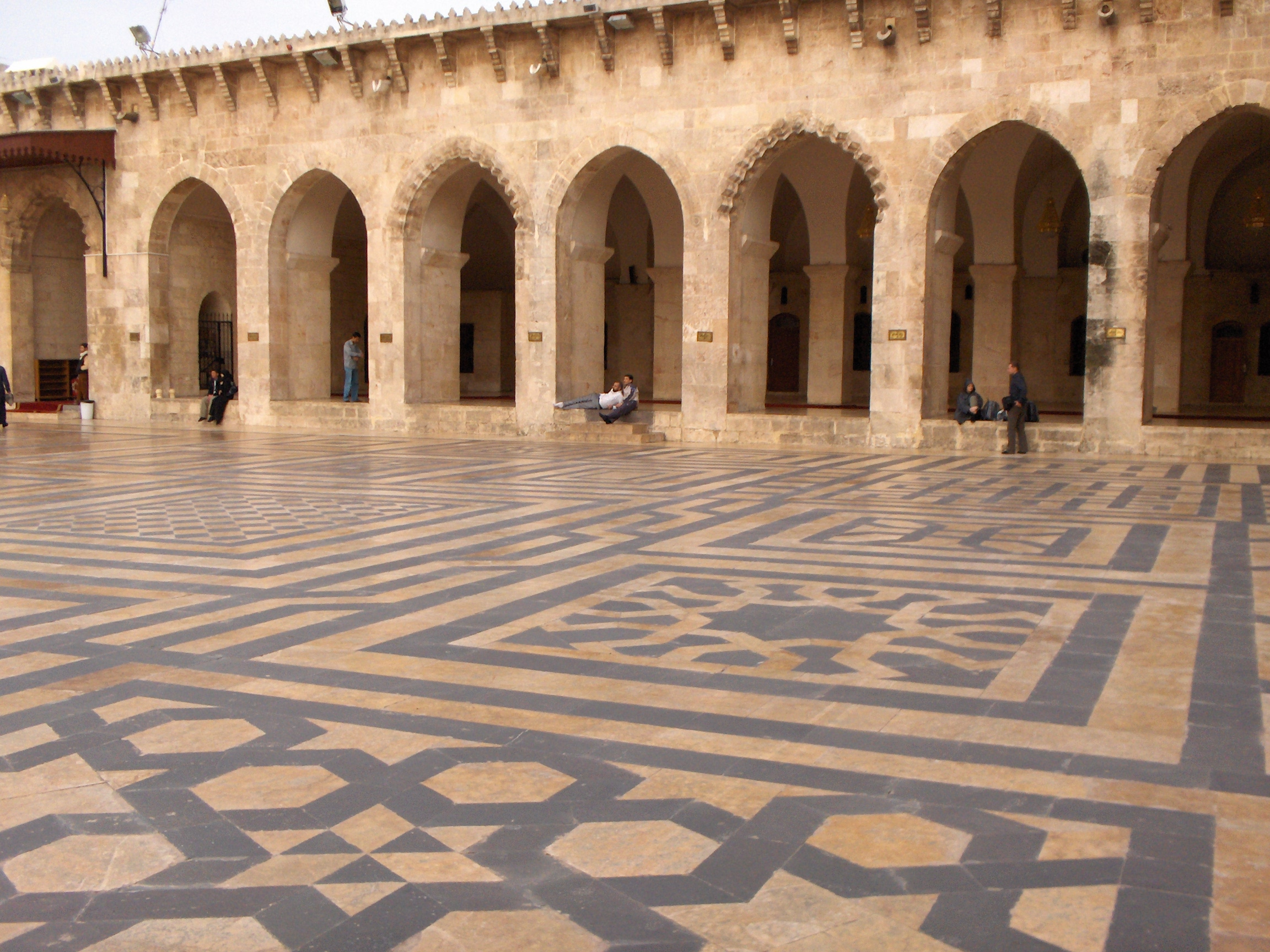
حیاط مرکزی
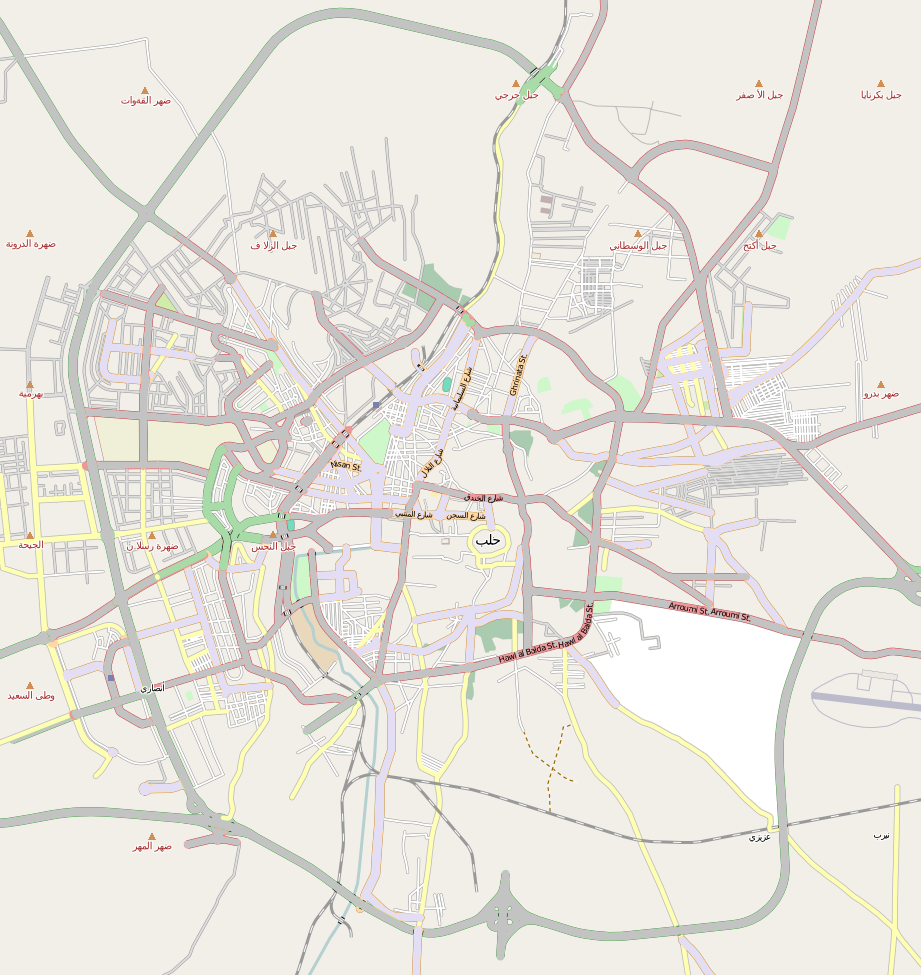